# Craugastor stadelmani
Espèce
Synonymes
- Eleutherodactylus stadelmani Schmidt, 1936

Statut de conservation UICN

 CR A2ace : 
En danger critique
Craugastor stadelmani est une espèce d'amphibiens de la famille des Craugastoridae.

## Répartition
Cette espèce est endémique du Honduras. Elle se rencontre dans les départements d'Yoro et d'Olancho entre 1 125 et 1 900 m d'altitude dans la cordillère Nombre de Dios et la montaña de Pijol.

## Description
L'holotype de Craugastor stadelmani, une femelle adulte, mesure 40 mm. Cette espèce a le dos brun foncé. Sa face ventrale est claire et mouchetée de brun. Le mâle présente un sac vocal unique.

## Étymologie
Cette espèce est nommée en l'honneur de Raymond Edward Stadelman qui a collecté l'holotype.

## Publication originale
- Schmidt, 1936 : New amphibians and reptiles from Honduras in the Museum of Comparative Zoology. Proceedings of the Biological Society of Washington, vol. 49, p. 43-50 (texte intégral).